# Drački okrug
Drački okrug (albanski: Qarku i Durrësit) je jedan od 12 okruga Albanije. Glavni grad okruga je grad Drač (Durrës).
Sastoji se od sljedećih distrikata:
- Drački distrikt
- Krujski distrikt

Sa zapada je omeđen Jadranski morem, a graniči sa sljedećim okruzima:
- Lješki okrug: sjever
- Dibërski okrug: istok
- Tiranski okrug: jug